# Zsuzsanna Vörös
Dans le nom hongrois Vörös Zsuzsanna, le nom de famille précède le prénom, mais cet article utilise l’ordre habituel en français Zsuzsanna Vörös, où le prénom précède le nom.
Zsuzsanna Vörös, née le 4 mai 1977 est une pentathlonienne hongroise.

## Palmarès
| Discipline/Année                         | 1997 | 1998 | 1999 | 2000 | 2001 | 2002 | 2003 | 2004 | 2005 | 2006 | 2007 | 2008 | 2009 |
| ---------------------------------------- | ---- | ---- | ---- | ---- | ---- | ---- | ---- | ---- | ---- | ---- | ---- | ---- | ---- |
| Jeux olympiques Individuel               | -    | -    | -    | 15   | -    | -    | -    | 1    | -    | -    | -    | 20   | -    |
| Championnats du monde seniors Individuel | -    | 2    | 1    | -    | -    | 2    | 1    | 1    | 2    | -    | -    | -    | -    |
| Championnats du monde seniors Équipe     | -    | 3    | -    | -    | -    | 1    | 3    | -    | 2    | 3    | -    | 3    | -    |
| Championnats du monde seniors Relais     | -    | -    | -    | 1    | -    | 3    | 1    | -    | -    | -    | -    | -    | -    |
| Coupe du monde seniors Individuel        | -    | -    | -    | -    | -    | -    | -    | -    | -    | -    | -    | -    | -    |
| Championnats d'Europe seniors Individuel | -    | -    | -    | 1    | -    | -    | 2    | -    | -    | 1    | -    | -    | -    |
| Championnats d'Europe seniors Équipe     | -    | -    | -    | 1    | -    | -    | 1    | -    | 3    | -    | -    | -    | 3    |
| Championnats d'Europe seniors Relais     | 3    | -    | -    | -    | 1    | -    | 1    | 2    | 2    | -    | 3    | 2    | -    |

Ce palmarès n'est pas complet

## Honneurs et distinctions
- En 2005, elle est élue sportive de l'année.